# Saucisses de Pleșcoi

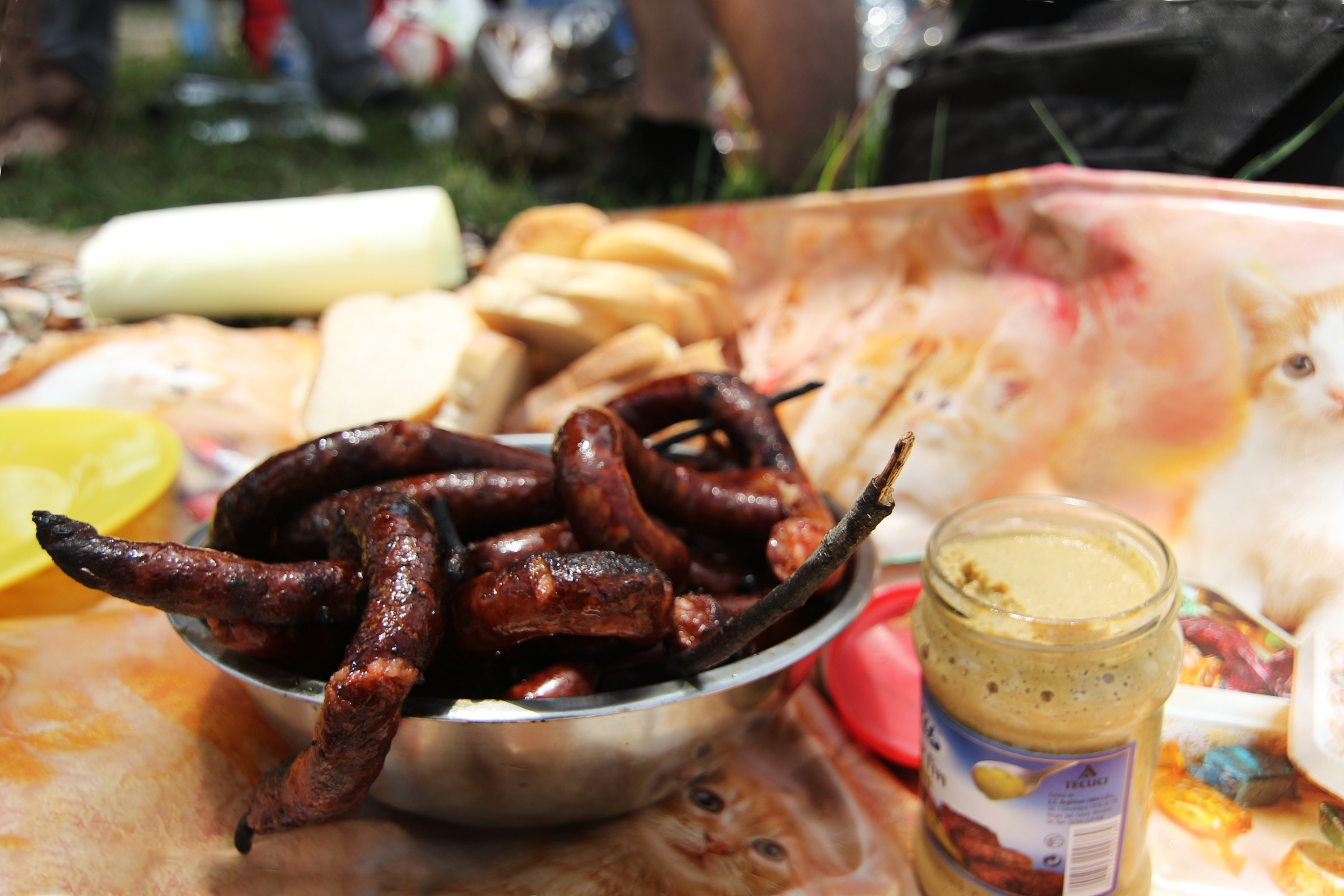
Saucisses de Pleșcoi avec de la moutarde et du pain

Les saucisses de Pleșcoi ou en roumain Cârnați de Pleșcoi sont une charcuterie roumaine. Ce sont des saucisses à base de viande de chèvre, de mouton, épicées au piment de la sarriette et à l'ail, la viande préparée est introduite dans des intestins de mouton, puis les saucisses sont séchées et fumées dans le fumoir ou suspendues au vent. Elles sont produites traditionnellement dans le village de Pleșcoi, dans le județ de Buzău en Roumanie. L'appellation  Cârnați de Pleșcoi est protégée par une Indication Géographique Protégée.
Si le mouton est trop gras, il peut être équilibré avec du bœuf, mais le mouton doit rester dominant.

## Histoire

### Légendes locales

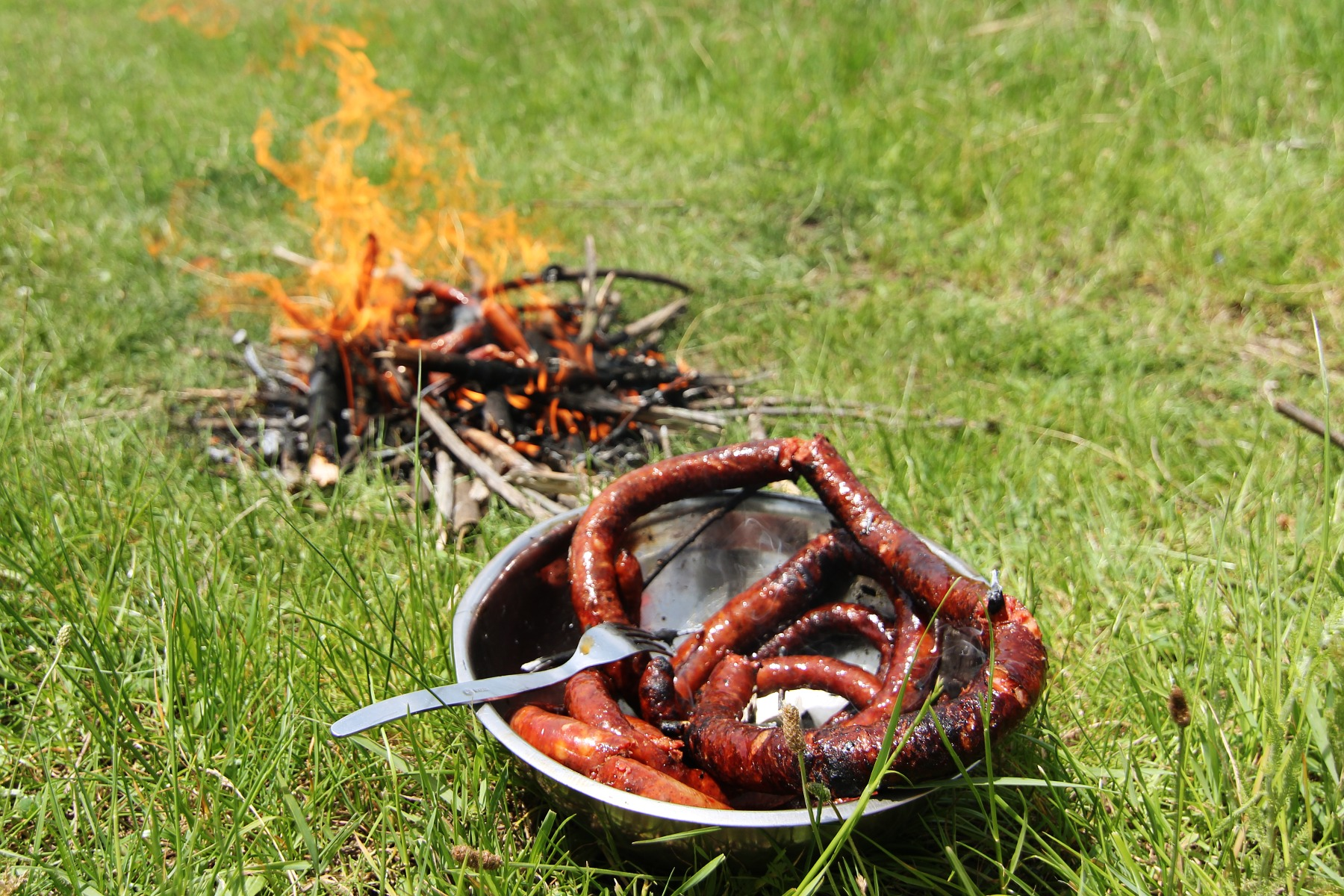
Saucisses de Pleșcoi grillées

Autrefois, des brigands vivaient dans les montagnes de Buzau. Un jour, ils attrapèrent un mouflon, et pour avoir des provisions, ils allèrent en ville pour le transformer en pastramă et en saucisses. Les habitants de Buzău apprirent la méthode de confection des saucisses, et ils ont remarqué que le mouton qui sert à la confection des saucisses était meilleur, dû au sous-sol de la région de Buzău riche en dépôts de sel, qui confère à la viande un goût spécial et un arôme particulier.
Il est prétendu aussi que Napoléon Ier, en retraite après la désastreuse campagne de Russie se serait arrêté une nuit à Buzău, dans une maison où il a mangé des saucisses de Pleșcoi. Les ayant beaucoup apprécié, l'Empereur en a emporté pour la route de retour, plusieurs kilogrammes de ces saucisses. 
Seulement, il se trouve que Napoléon est connu davantage pour son manque de goût dans la cuisine. Ensuite, aucune source assez  crédible, ne mentionne le passage de Napoléon par la Roumanie au retour de Russie, et encore moins à Buzău.

### Origine serbe
Une deuxième histoire, semblant un peu plus crédible, raconte que la recette des saucisse de Pleșcoi est due à un marchand de légumes serbe qui s'est installé à Pleșcoi au XIXe siècle avec une recette de saucisse serbe : les babic. Mais dans une région où prédominait le mouton, contrairement à la Serbie, le marchand fut incité à adapter sa recette à cette contrainte locale et masqua les arômes nouveaux par des épices fortes, puis en faisant sécher et fumer les saucisses.

### Aujourd'hui

#### Label
En 2019, les saucisses de Pleșcoi ont reçu une IGP (Indication d'Origine Protégée) par l'Union européenne. De nos jours, Traian Papuc est le seul producteur sous licence du village de Pleșcoi à Buzău.

#### Festival des saucisses de Pleșcoi
Chaque année est organisé au  mois d’octobre à la Casa Matei, situé dans le village de  Berca, dans le județ de Buzău, le festival des saucisses de Pleșcoi (Festivalul carnatilor de Pleșcoi).
En 2010, une saucisse de Pleșcoi longue de 105 mètres a été produite à l'occasion de ce festival.

#### Les saucisses de Pleșcoi insolites
En 2007, le Musée du Paysan roumain (Muzeul Taranului Roman) de Bucarest a accueilli l'exposition de Adrian et Nicu Ilfoveanu intitulée Evele din Pleșcoi (Eve de Pleșcoi). À cette occasion, Adrian Ilfoveanu a réalisé une sculpture représentant une femme haute de deux mètres sans tête et d’une jambe avec 70 kilos de saucisses de Pleșcoi.